# Onthophagus setosus
Onthophagus setosus är en skalbaggsart som beskrevs av Fahraeus 1857. Onthophagus setosus ingår i släktet Onthophagus och familjen bladhorningar. Inga underarter finns listade i Catalogue of Life.